# Přepychy (okres Rychnov nad Kněžnou)
Přepychy (německy Prepich) jsou obec, která se nachází v okrese Rychnov nad Kněžnou v Královéhradeckém kraji, zhruba 3,5 km jižně od Opočna a 20 km východně od Hradce Králové. Žije zde 638 obyvatel. V obci se nachází fotbalový klub SK Přepychy.

## Historie
První písemná zmínka o obci pochází z roku 1355.

## Pamětihodnosti
- Kostel svatého Prokopa
- Dřízeňské údolí s kaplí Panny Marie a Křížovou cestou

## Osobnosti
- Působil zde Jan Sklenář (1827–1893), literárně činný učitel,[4] sestavitel sborníku Padesát deklamovánek pro mládež (1855).
- Narodil se zde Josef Holanec (1872-1925), učitel, statkář a agrární poslanec.[5]

## Galerie

Přepychy
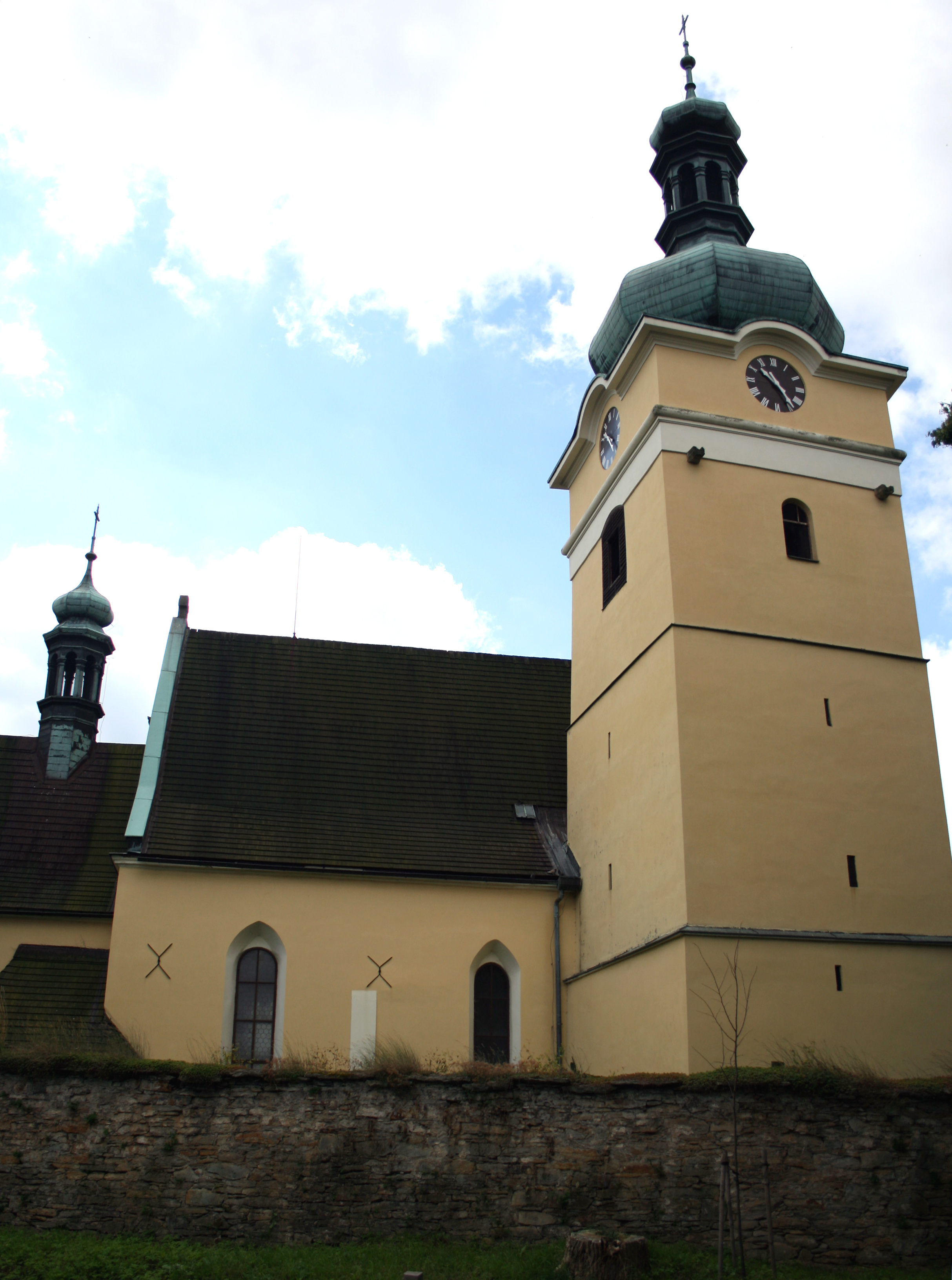
Kostel sv. Prokopa
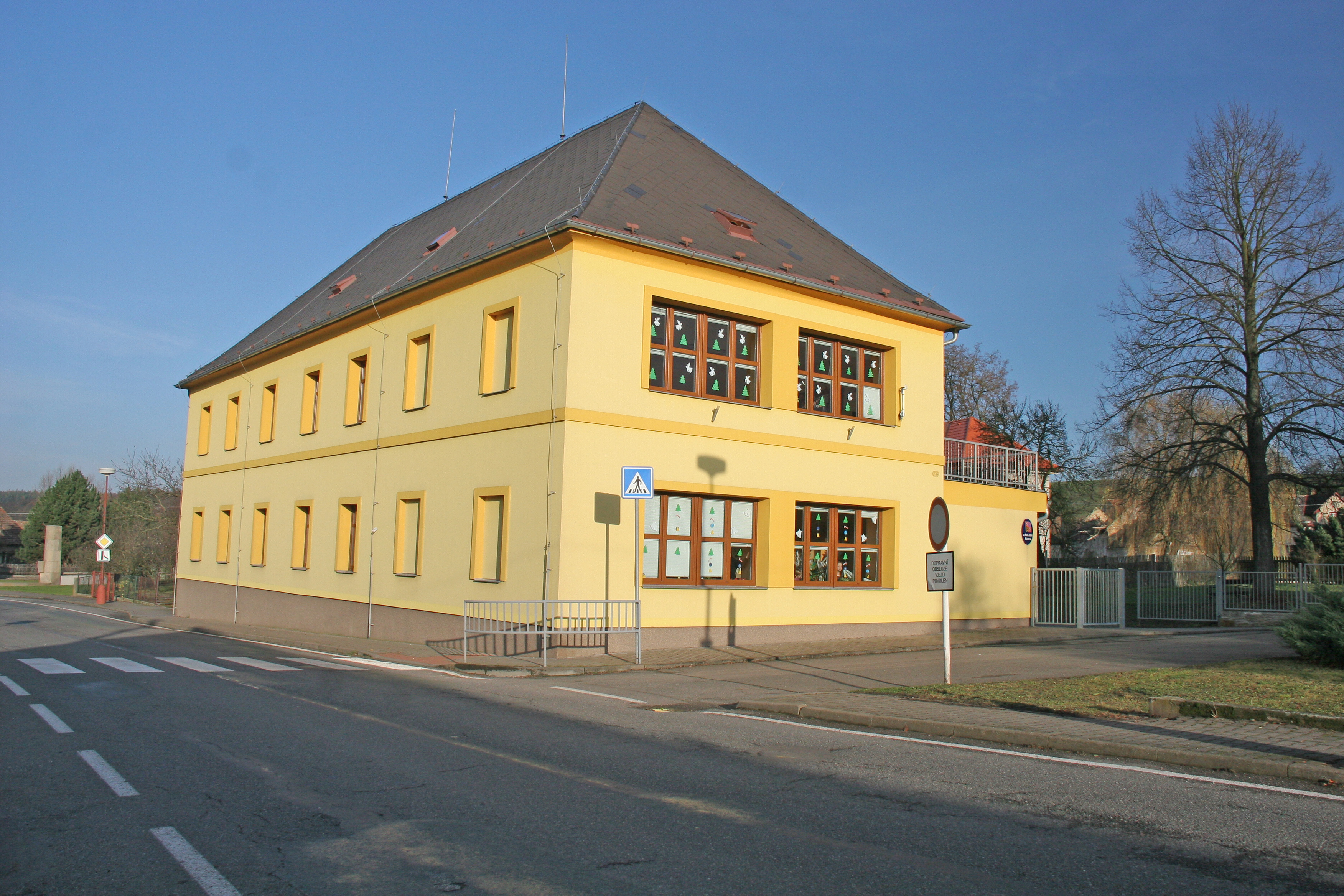
Základní škola
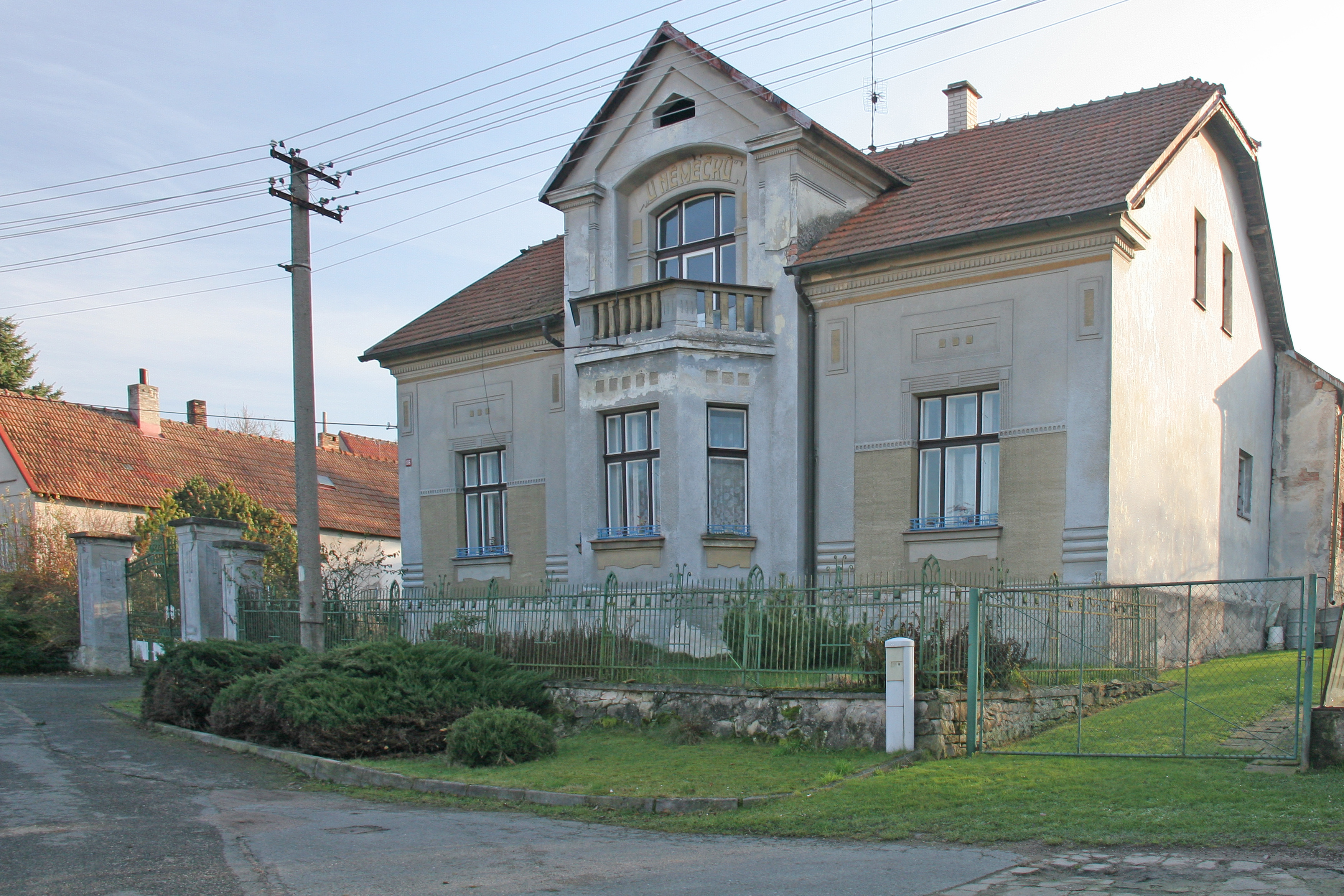
Dům čp. 106
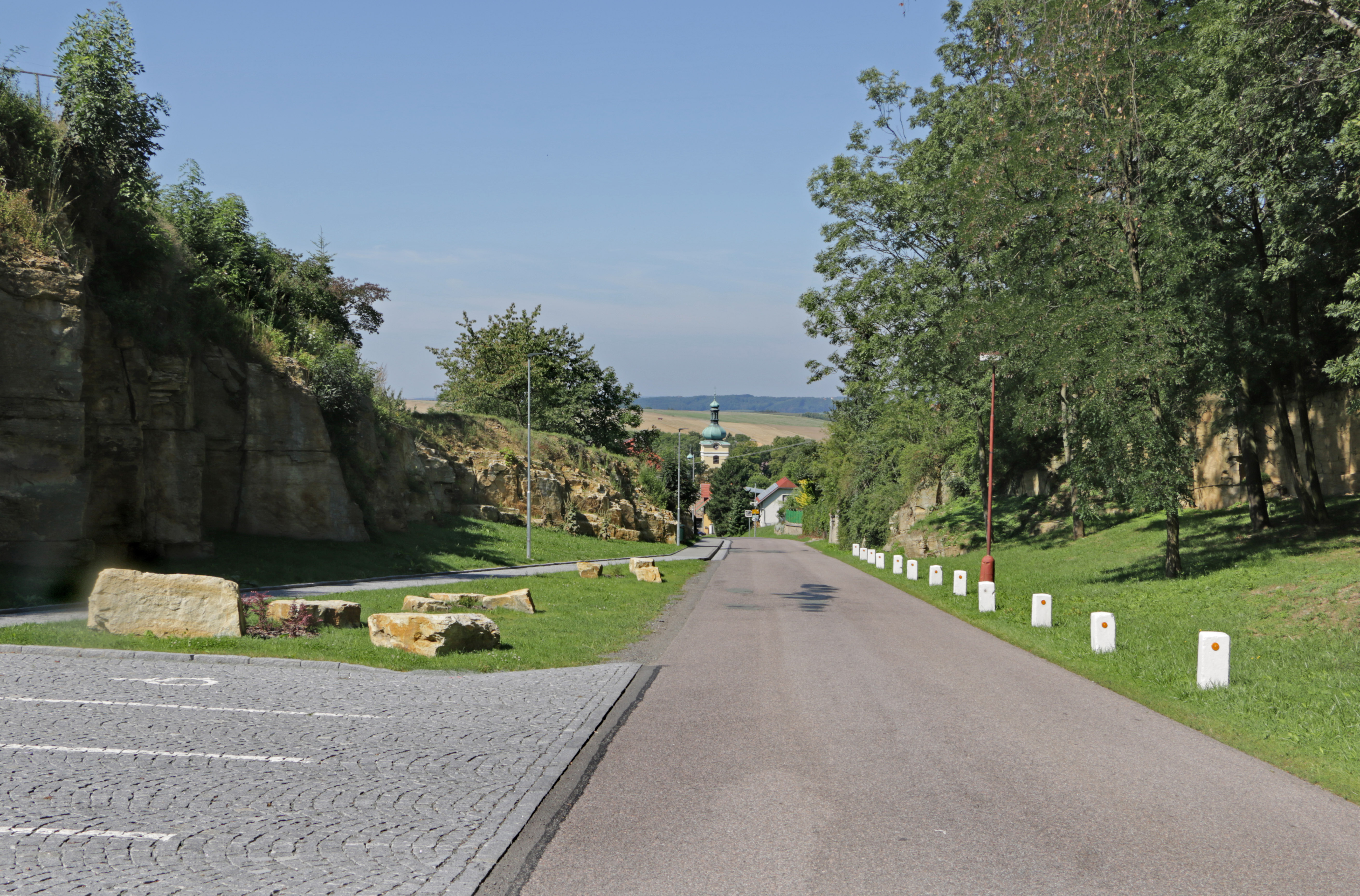
Silnice II/320
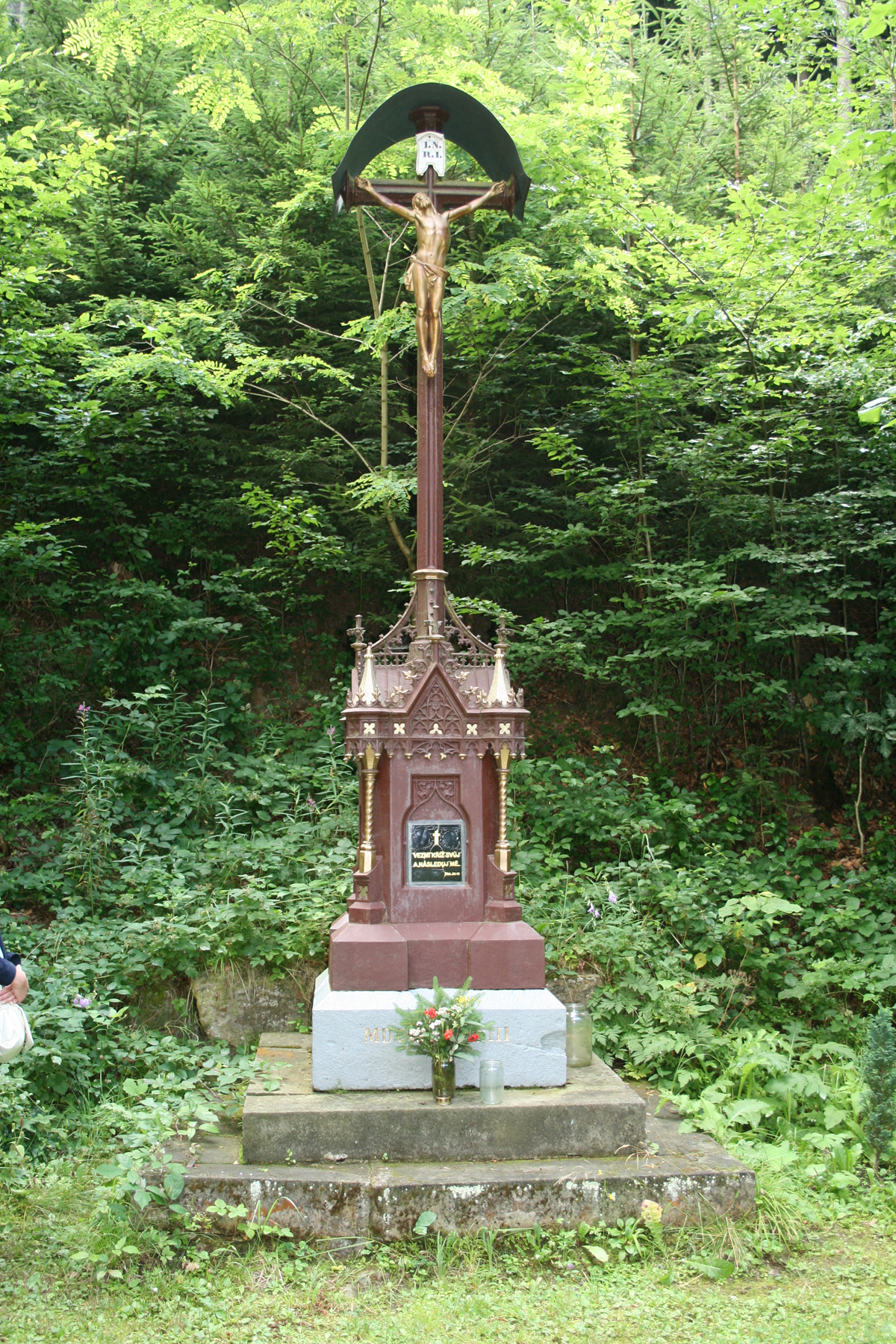
Kříž
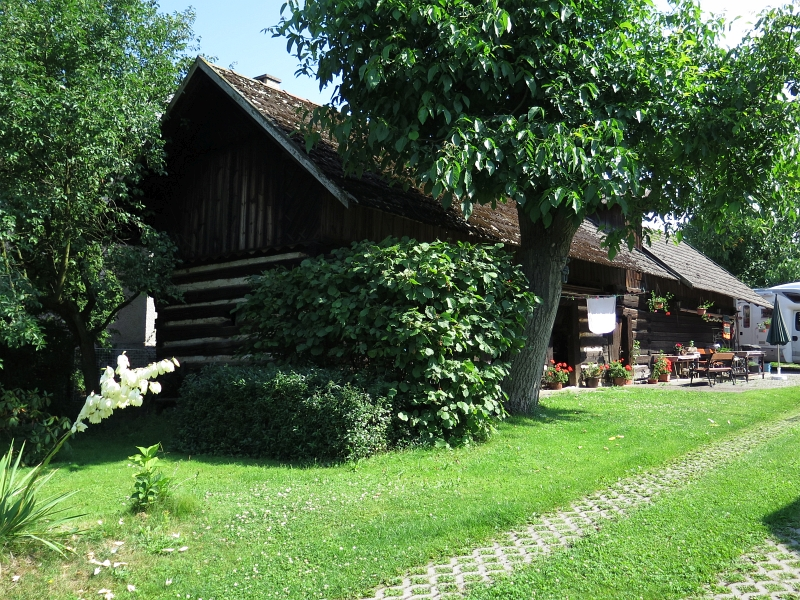
Stavení čp. 114
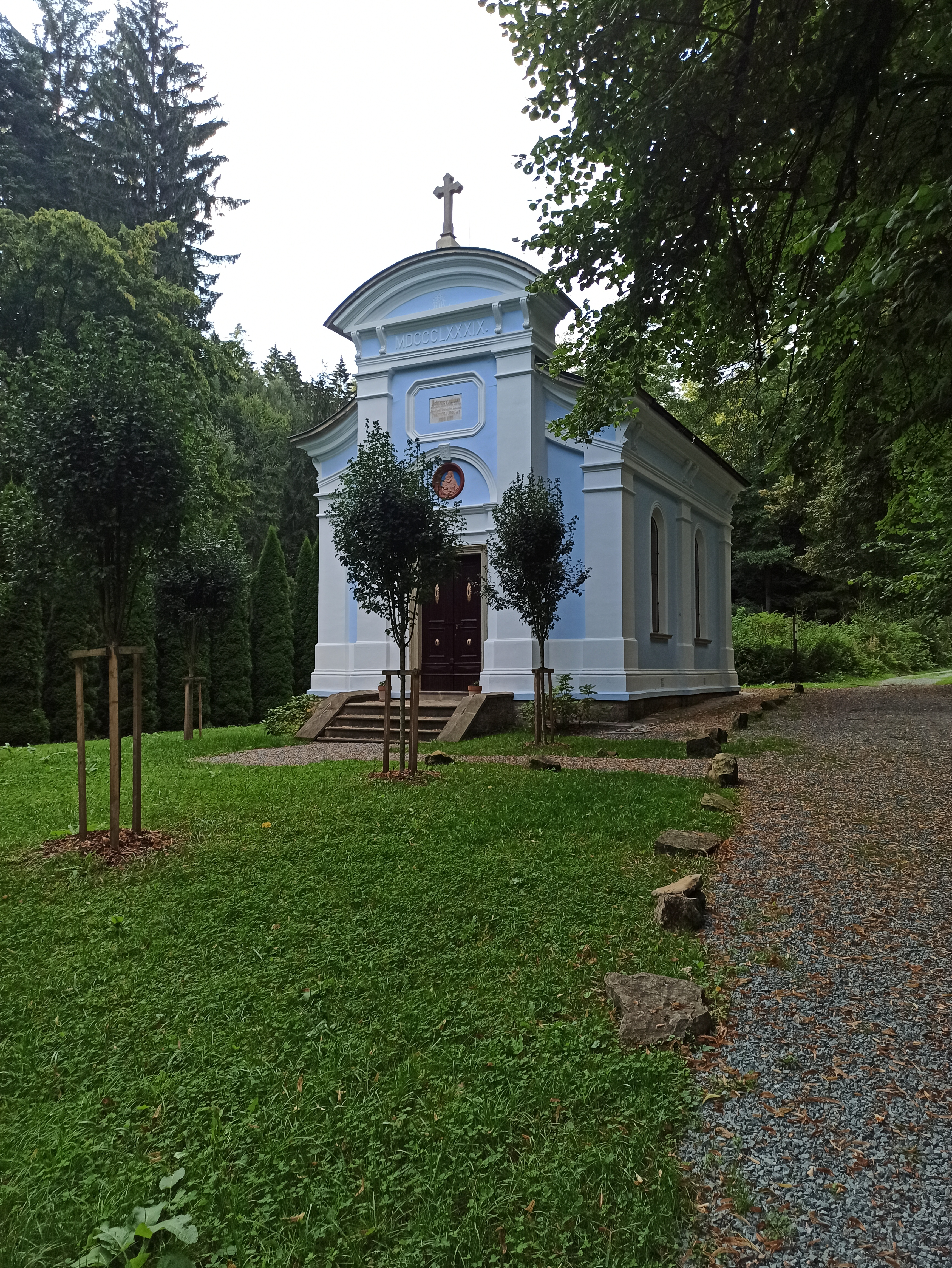
Kaple Panny Marie Lurdské na poutním místě Dřízna